# Cahiers critiques de thérapie familiale et de pratiques de réseaux
Fondée en 1972, la revue Cahiers critiques de thérapie familiale et de pratiques de réseaux est la première revue francophone de thérapie familiale.
La vocation de cette revue est triple :
- Elle cherche premièrement à ouvrir un débat théorique et technique sur les pratiques en thérapie familiale ;
- à élargir ce débat à ceux qui, de différentes manières, questionnent les institutions et les pratiques actuelles dans le champ de la santé mentale ;
- à offrir au public francophone des traductions de documents essentiels pour la compréhension et l’évolution des thérapies familiales.

## Données générales
L’Institut d'études de la famille et des systèmes humains (Bruxelles) est l'éditeur intellectuel de la revue.
Celle-ci est éditée et diffusée par l'éditeur universitaire De Boeck.
Tous les numéros publiés depuis 2003 sont disponibles en version électronique sur le portail Cairn.